# 1947 في إيطاليا
فيما يلي قوائم الأحداث التي وقعت خلال عام 1947 في إيطاليا.

## سياسة

### تعيين في المنصب
- 31 مايو – جوليو أندريوتي Undersecretary to the Presidency of the Council  [لغات أخرى]‏.

### انتهاء فترة المنصب
- 2 فبراير – ألتشيدي دي غاسبيري وزير الداخلية الإيطالي ‏.
- 31 ديسمبر – إنريكو دي نيكولا Provisional Head of State of Italy  [لغات أخرى]‏.

## أفلام
من الأفلام التي صدرت هذه السنة في إيطاليا:
- 1 يناير – ابنة الضابط من إخراج ماريو كاميريني.
- 1 يناير – إليونورا ديس فيلم من إخراج Filippo Walter Ratti [الإنجليزية]‏.

## مواليد

### يناير
- 10 يناير – توليو لانيزي لاعب كرة قدم إيطالي.
- 24 يناير – جورجو كيناليا لاعب كرة قدم إيطالي.[1]

### أبريل
- 4 أبريل – سلفاتوري سكيارينو ملحن إيطالي.[2]
- 20 أبريل – لويجي مايفريدي لاعب ومدرب كرة قدم إيطالي.

### يونيو
- 8 يونيو – جيانكارلو كارلوني لاعب كرة قدم إيطالي.[3]

### سبتمبر
- 3 سبتمبر – ماريو دراجي اقتصادي ومصرفي إيطالي.[4]
- 8 سبتمبر – كلاوديو سالا لاعب كرة قدم إيطالي.[5]

### أكتوبر
- 11 أكتوبر – جورجو موريني لاعب كرة قدم إيطالي.[6]
- 31 أكتوبر – ألبيرتو بيغون لاعب كرة قدم إيطالي.[7]

### نوفمبر
- 22 نوفمبر – نيفيو سكالا[8]

## وفيات

### يناير
- 26 يناير – لويجي بونلي (مواليد 1865) أكاديمي إيطالي.[9]

### مارس
- 5 مارس – ألفريدو كاسيلا (مواليد 1883)[10]

### مايو
- 8 مايو – أتيليو فيراريس (مواليد 1904) لاعب كرة قدم إيطالي.

### أغسطس
- 21 أغسطس – إيتور بوجاتي (مواليد 1882)[11]

### نوفمبر
- 16 نوفمبر – جوسبي فولبي (مواليد 1877)[12]

### ديسمبر
- 28 ديسمبر – فيكتور إيمانويل الثالث (مواليد 1869)[13]